# مورغان بيل
مورغان بيل (بالإنجليزية: Morgan Bell)‏ هي كاتِبة أسترالية، ولدت في 1981 في ملبورن في أستراليا.

## وصلات خارجية
- الموقع الرسمي